# Käyräkari
Käyräkari är en klippa i Finland.   Den ligger i kommunen Simo i den ekonomiska regionen  Kemi-Torneå  och landskapet Lappland, i den centrala delen av landet, 600 km norr om huvudstaden Helsingfors.
Terrängen runt Käyräkari är mycket platt. Havet är nära Käyräkari åt sydväst.  Närmaste större samhälle är Kemi, 13,0 km norr om Käyräkari. 